# Lindsay, Kalifornien
Lindsay är en stad (city) i Tulare County, i delstaten Kalifornien, USA. Enligt United States Census Bureau har staden en folkmängd på 11 957 invånare (2011) och en landarea på 6,8 km².